# Fundación Linux
La Fundación Linux (en inglés Linux Foundation)  es una federación mundial de tecnologías abiertas sin ánimo de lucro establecido para adoptar el crecimiento de Linux. Este nace de la unión de Free Standards Group (FSG) y Open Source Development Labs (OSDL) el 21 de enero de 2007. 
Estos dos consorcios tenían los mismos objetivos dentro de la adaptación del mercado y la estandarización de los componentes físicos y lógicos para el sistema operativo GNU/Linux.
El 21 de enero de 2007, Jim Zemlin fue nombrado su primer director ejecutivo.
Dentro de los miembros iniciales se encuentran setenta, entre los que figuran distribuidores de software y hardware como Hewlett-Packard, IBM, Novell, Oracle y Red Hat, así como múltiples universidades y usuarios finales. El objetivo es contribuir tanto en software como en hardware, así como estándares y datos de código abierto que contribuyan la accesibilidad de los bienes comunes digitales y la soberanía digital de individuos, empresas y organizaciones privadas y públicas así como de los distintos países soberanos.

## Campos de actividad

### OpenPrinting

Arquitectura de impresión Linux/Unix CUPS.

El grupo de trabajo OpenPrinting es un sitio web que pertenece a la Fundación Linux que proporciona documentación y apoyo de software para la impresión bajo Linux. Fundado como LinuxPrinting.org, en 2006 pasó a formar parte del Free Standards Group.
Desarrollan una base de datos que lista una amplia variedad de impresoras de distintos fabricantes. La base de datos permite que la gente pueda informar sobre el soporte y la calidad de cada impresora, así como sobre el soporte dado a Linux por cada vendedor de impresoras. También han creado un script foomatic (anteriormente denominado cupsomatic) que se conecta a Common Unix Printing System (CUPS).

### Cursos y capacitación
La Fundación Linux, promueve el curso "Fundamentos de Administración de Sistemas Linux" (LFS201) en castellano, al tiempo que ha anunciado que muy pronto también lo harán en idioma portugués. Es un curso en línea que se puede tomar desde cualquier parte del mundo y que certifica que el alumno domina las habilidades de administrador de sistemas Linux, en algunas de sus principales distribuciones (Red Hat, SUSE, Debian/Ubuntu).

## División Fundación Linux Europa
En 2022, con sede en Brusela, se constituyó la división "Fundación Linux Europa" bajo la dirección de Gabriele Columbro. El objetivo es aprovechar la amplia comunidad Linux en Europa para impulsar con más agilidad iniciativas de colaboración abierta más centradas en los desafíos de las comunidades europeas, desde particulares hasta los sectores público y privado, manteniendo el acceso a los proyectos y favoreciendo que las empresas europeas colaboren a escala mundial.

### Fundación NeoNephos
En marzo de 2025 se anunció la creación de la Fundación NeoNephos con el objetivo de avanzar en la soberanía digial de la Unión Europea para lo que impulsa la colaboración y la innovación de infraestructura en la nube ("cloud") abierta así como tecnologías nativas. NeoNephos es un proyecto open source fruto del programa de inversión IPCEI-CIS ante la demanda creciente de soluciones en la nube seguras, escalables, transparentes y que contribuyan al objetivo de soberanía digital para Europa.